# Ötigheim
Ötigheim (Alemannic thấp: Etje) là một thị xã nằm ở huyện Rastatt, thuộc bang Baden-Württemberg, Đức.